# Hans-André Stamm
Hans-André Stamm (* 1958 in Leverkusen) ist ein deutscher Komponist und Konzertorganist.

## Leben
Als Siebenjähriger erhielt Stamm den ersten Musikunterricht. Vier Jahre später folgten erste Auftritte als Konzertorganist im Altenberger Dom. Als Dreizehnjähriger spielte er seine erste Schallplatte ein. Von 1973 bis 1976 studierte er Orgel am Conservatoire Royal de Musique in Lüttich bei Hubert Schoonbroodt. Es folgte ein Studium der katholischen Kirchenmusik an der Robert Schumann Hochschule in Düsseldorf. Er lebt als freischaffender Komponist und Organist in Leverkusen.

## Kompositionen (Auswahl)
- Bühnenwerke:
- Märchenoper Das Sternenkind nach Oscar Wilde, Libretto: Alexander Nitzberg.
- Märchenoper Peronnik und der Schatz des dunklen Königs nach einem bretonischen Grals-Märchen, Libretto: Alexander Nitzberg.
- Märchenoper Die Zaubertruhe Libretto: Alexander Nitzberg.
- Chorwerke:
- Kantate "Christus, der himmlische Phönix"
- Missa gioiosa für 4st. gemischten Chor, 3st. gem. Chor oder 3st. Frauen- oder Männerchor
- Kölner Pueri cantores Messe für 2-4st. gemischten Chor oder 3st. gem. Chor
- Hymne "Lobet Gott" (Psalm 150) für 4 st. gem. Chor und Orgel, Pauken ad lib.
- Instrumentalwerke (mit Orchester):
- Konzert für Orgel und Orchester.
- Celtic Concerto für Klavier und Orchester
- Concertino für 2 Violinen, Klavier und Orchester
- Instrumentalwerke (kammermusikalische Besetzungen):
- Werke für zwei Trompeten und Orgel
- Werke für Trompete und Orgel
- Zehn Stücke für Flöte und Orgel (oder Klavier)
- Acht Stücke für Flöte und Orgel (oder Klavier)
- Orgelklang und Flötenzauber Vol. I-III
- Werke für Violine und Orgel (oder Klavier)
- Werke für Trompete und Orgel
- Sechs Stücke für Saxophon und Orgel (oder Klavier)
- Little Jazz Suite für Saxophon und Orgel
- Zwei Suiten für Horn und Orgel
- Zwei Suiten für Posaune und Orgel
- Streichquartett
- Salsamania für Holzblasquintett
- Concertino für Flöte, Violine und Klavier.
- Suite für Flöte, Viola (Violoncello) und Klavier.
- Acht lyrische Stücke für Flöte und Klavier.
- Tales from Erin – die schönsten irischen Melodien.
- Werke für Orgel solo:
- Orgelwerke Vol. I-VI
- Vier Suiten für Orgel
- Drei Choralfantasien für Orgel
- Orgelvariationen zur Weihnachtszeit.
- Bearbeitungen für Orgel:
- J. S. Bach - Zwei Orgelstücke
- César Franck - Larghetto aus dem Streichquartett
- Felix Mendelssohn - Allegro Vivace aus der 5. Sinfonie